# Egerton Marcus
Egerton Marcus, född den 2 februari 1965 i Essequibo Islands-West Demerara, Guyana, är en kanadensisk boxare som tog OS-silver i mellanviktsboxning 1988 i Seoul. I finalen förlorade han mot östtyske Henry Maske med 0-5.